# Aerangis seegeri
Aerangis seegeri är en orkidéart som beskrevs av Karlheinz Senghas. 
Aerangis seegeri ingår i släktet Aerangis och familjen orkidéer. Inga underarter finns listade i Catalogue of Life.